# Jadranovo
Jadranovo – wieś w Chorwacji, w żupanii primorsko-gorskiej, w mieście Crikvenica. W 2011 roku liczyła 1224 mieszkańców.